# رایت کراسرودز (دلاویر)
رایت کراسرودز (به انگلیسی: Wrights Crossroads) یک منطقهٔ مسکونی در ایالات متحده آمریکا است که در شهرستان کنت، دلاویر واقع شده است. رایت کراسرودز ۳٫۰۵ متر بالاتر از سطح دریا قرار دارد.